# Starý ženich
Starý ženich (původní název Pan Franc nebo Starý ženich aneb Pan Franc na námluvách) je prostonárodní zpěvohra ve třech jednáních českého skladatele Karla Bendla na libreto českého spisovatele Karla Sabiny. Byla napsána v letech 1871–1874, ale premiéru měla poprvé až 4. února 1882 v Chrudimi, kde ji uvedla divadelní společnost Pavla Švandy ze Semčic.

## Vznik a historie díla
Skladatel Karel Bendl ve své třetí opeře Starý ženich (napsána v letech 1871-74) zapojil do vlny českých komických oper s námětem z české vesnice, navazujících na fenomenální úspěch Prodané nevěsty (1866). Před ním tuto tematiku s úspěchem využili též Vilém Blodek (V studni, 1867) a Josef Richard Rozkošný (Mikuláš, 1870). Bendl si dal libreto pro svou operu vypracovat od libretisty všech těchto děl, Karla Sabiny roku 1871 a v následujících letech je zhudebnil.
Sabina dodal libreto látkově velmi podobné Mikuláši a V studni, i zde je základem zápletky zesměšnění starého nápadníka o ruku mladé dívky. Tento několikátý odvar byl však dramatickým i jazykovým zpracováním chatrný a přes přepracování, které podnikl Gustav Eim, se Bendlovi nepodařilo operu v této podobě uvést v Prozatímním divadle. Bendl zadal Starého ženicha do soutěže vypsané Sborem pro postavení Národního divadla (spolu s Černohorci) pod heslem Rozmarýnka na záhonu kvete, porota však rozhodla, že tuto partituru nelze doporučit k vyznamenání.
Bendl projevil zájem o uvedení své opery opět po svém návratu z Itálie roku 1881. Učinil určité úpravy partitury, především však nechal libreto znovu přepracovat Václavu Judovi Novotnému. Na scénu se tak Starý ženich dostal se značným zpožděním až poté, co vesnickou komickou látku využili další skladatelé jako Antonín Dvořák (Tvrdé palice 1874, Šelma sedlák 1877) nebo Karel Šebor (Zmařená svatba 1879) a zájem obecenstva byl již, alespoň v Praze, poněkud vyčerpán. Proto Bendl nechal uvést svou první komickou operu (označovanou jako „prostonárodní zpěvohru“ nebo, jako v tištěném libretu, „operní žert“) divadelní společnosti Pavla Švandy ze Semčic, hrající jednak v pražských předměstských arénách, jednak v jiných českých městech, především ve východních Čechách a v Plzni. Premiéra Starého ženicha se proto konala v Městském divadle v Chrudimi; dirigoval Jindřich Hartl a premiéry se účastnil skladatel i někteří umělci z Prahy, například Bendlův přítel Antonín Dvořák. Švandova společnost pak operu uváděla i v dalších místech svého působení. Kritika na Bendlovo staronové dílo reagovala až po jeho uvedení v Praze.
Kritika – například v revue Dalibor – litovala, že opera přišla na jeviště se zpožděním. V době svého vzniku měla prvenství v tom, že byla jako první česká komická opera prokomponovaná. Její objevnost mezitím vyprchala, ale kritika stále oceňovala ucelenost partitury. Lidové prostředí a národní charakter se Bendl snažil vystihnout prostou, zpěvnou a nenucenou melodikou, svěžími rytmy a selankovitým („mendelssohnovským“) rázem hudby. List Politik Starého ženicha charakterizoval jako „živé a veselé dílo komponované s fondem bohaté melodické vynalézavosti a okořeněné účinným humorem“. Děj opery je situován na Moravu, ale toto umístění se v hudbě nijak neodrazilo, jen Haniččina píseň Ó jak jsem chybila v 2. jednání se melodicky podobá slovácké Proč si k nám neprišel. Titulní role „starého ženicha“ pana France je nejen nejrozsáhlejší, ale též psána s největší péčí a zdařile charakterizovaná. Z jednotlivých čísel se stala oblíbenou čilá předehra, postavená na motivech sboru z 2. jednání a písně pana France Jářku, kmotře Bartoši, oceňovány byly vůbec sbory nebo též duet Haničky a Vojtěcha, důvtipně charakterizující jejich rozdílnou povahu i momentální rozpoložení.
Podle Anny Hostomské se jedná o práci výlučně pod vlivem a pod úrovní Prodané nevěsty; Bendl „ve svém Starém ženichu zachytil sice několik půvabných žánrových obrázků, ale naprosto dílu neuměl dát hlubší podklad hudební tak, jak to učinil Smetana v Prodané nevěstě. Proto Starý ženich, který byl svého času velmi oblíbenou hudební hrou, je opět jen dokladem, jak daleko stáli za Smetanou všichni jeho současníci.“
Po půldruhém roce po chrudimské premiéře byl Starý ženich nastudován v Novém českém divadle, letní pobočné scéně Prozatímního divadla, a následně převzat Národním divadlem. Tato inscenace měla premiéru 20. října 1883 a dočkala se celkem 12 repríz, tedy poměrného úspěchu i přes problematické pěvecké a zvláště herecké výkony hlavních představitelů. Další představení se v ND konala v letech 1895-96 (4x), 1897 (4x) a 1902 (2x).
Starý ženich je (vedle Máti Míly) Bendlovou operou nejméně náročnou na hudební i scénické vypravení, a díky tomu se stal ne-li nejznámější, tedy nejhranější Bendlovou operou. Vedle Pištěkovy společnosti, jež ho hrála v různých českých městech, a Národního divadla ho uváděly i další české scény poměrně hojně až do 30. let 20. století: Národní divadlo v Brně připravilo inscenace v letech 1885, 1891, 1904 a 1918, v roce 1918 ho uvedlo pražské Divadlo na Vinohradech, v roce 1920 české divadlo v Moravské Ostravě aj. Uváděli jej i ochotníci, např. již v 80. letech 19. století v Třebíči. Pronikl dokonce i mimo české země, totiž na slovinskou scénu v Lublani (premiéra 4. listopadu 1893).
Naposledy hrálo Starého ženicha Slezské oblastní divadlo Zdeňka Nejedlého v Opavě (premiéra 30. září 1950) a Jihočeské divadlo České Budějovice (premiéra 2. října 1974), obojí v úpravě Oty Zítka.
Klavírní výtah, partitura a hlasy původního znění opery se nacházejí v archivu Národního divadla. Libreto bylo vydáno tiskem roku 1882 a opět roku 1903, klavírní výtah byl vydán jako prémie Umělecké besedy v Praze roku 1882 a opět roku 1892. Nakladatelství F. A. Urbánek vedle toho vydalo i směs melodií z opery pro dvouruční klavír pro domácí provozování.

## Osoby
| osoba                                                   | hlasový obor | obsazení první inscenace v Prozatímním divadle (20. 10. 1883) |
| ------------------------------------------------------- | ------------ | ------------------------------------------------------------- |
| Bartoš, mlynář                                          | bas          | Ferdinand Koubek                                              |
| Hanička, jeho dcera                                     | soprán       | Marie Wollmerová                                              |
| Václav, mladý rolník                                    | baryton      | Leopold Stropnický                                            |
| Vojtěch, mladý rolník                                   | tenor        | Václav Soukup                                                 |
| Pan Franc, vrchnostenský písař                          | bas          | Vilém Heš                                                     |
| Hovora, študent                                         | alt          | Marie Laušmannová                                             |
| Nácek, mlynářský učedník u Bartoše                      | tenor        | Adolf Krössing                                                |
| Selská a mlynářská chasa obojího pohlaví                |              |                                                               |
| Dirigent: Mořic Stanislav Anger, režisér: Antonín Pulda |              |                                                               |

## Děj opery
Děje se v moravské vsi ve třetí čtvrtině 19. století.
Předehra (živá a temperamentní s nápovědami národních a lidových motivů)

### 1. dějství
(Na návsi před hospodou, jasný den) Za jasného, svátečního dne baví se lid venkovský zpěvem při plném džbánku kolem stolů před hospodou. Vojtěch veselím roznícen připíjí na počest své milenky. Vážnější Václav, jenž dle všeho mnohou trpkou zkušenost ve světě zažil, pohrdá láskou ženskou, a jako pilný čtenář novin připíjí těm, kdož vznešenější lásce k rodné vlasti vše obětují (sbor a přípitky Vojtěcha a Václava Zlaté pivečko se pění… Všecka radosť světa… ? Mne láska netěší). V tom přichází vrchnostenský písař pan Franc a se slzou v oku naříká na tak bohapusté řádění vesnické chasy, jež ondy za časů roboty samou ponížeností se neodvážila nikdy ani hlesnouti. Všichni ho vítají a přípitky ho pozdravují, načež on jim odpovídá přípitkem, svědčícím bývalému slavnému direktorovi, z čehož se ovšem strhne nehorázný smích; však v popíjení se pokračuje, tak že pan Franc, všeobecným vírem zachvácen, záhy v jiné se octne náladě a blouzniti počíná o vyvolené srdce svého (scéna pan France s Václavem, Náckem a sborem Ach, jak změnily se časy… Má láska, ach, má láska!... Dnes bych pil a pořád pil).
Právě když se vše nejhlučněji směje choutkám přezrálého mládence, vstoupí bohatý mlynář Bartoš s krásnou dceruškou Haničkou v kruh ten vesel. Pan Franc nad míru z toho potěšen, že naskytla se mu tak vhodná příležitost, oznamuje starému Bartošovi, že co nově jmenovaný správec panský chce svou rukou oblažiti dívku vyvolenou, i žádá ho za Haničku (píseň pana France Haničko, jen řekni ano). Hanička, děvčátko veselé, nechce žert pokaziti, i má se k němu koketně, však rozhodné slovo své odkládá na dobu pozdější (duet Toť věru vše tak vábné jest. Chování to béře pesimista Václav doopravdy, varuje zamilovaného do Haničky Vojtěcha před ženskou nestálostí, a když tento přes vše neztrácí víry ve věrné srdce ženské, vsadí se s ním o sud piva, že jeho Hanička se stane milostpaní Francovou (píseň Vojtěcha a Václava Zde viz, máš důkazy dost perné… Láska není jako plášť, píseň pana France Pozvu dnes celou ves a ansámbl Já vám věřím, dívky naše).

### 2. dějství
(Světnice ve mlýně, schyluje se k večeru) Hanička sedí zadumána v světnici, aniž pozoruje, že již večerní stíny ji v temno halí. Z venku jest slyšeti klepání mlýna a veselý zpěv mlynářské chasy (sbor V mlýně klepání stále). Tajemná nálada večerní rozechvěje srdce její tou měrou, že vyznává se hvězdám z lásky své k milému Vojtěchu, jehož příchod toužebně očekává (zpěv Hle veselá ta chasa… Jak milo je venku a volno). V tom rozlehne se pod okny veselý zpěv a do dveří vkročí její bratránek, študent Hovora, výkvět ostrých hochů, jenž přichází na návštěvu (písnička Hovory Když večer kráčím světem). Hanička mu důvěrně zjevuje okamžitou situaci a ptá se ho o radu, jakým způsobem by nejlépe vyzkoumala, který z obou nápadníků dbá upřímně o její ruku pouze z lásky a ne pro její statek. Hovora po krátkém rozmýšlení slibuje jí svou pomoc, odchází na okamžik, však přikazuje jí, aby se neprozradila, že ho zná, až znovu se vrátí (dialog Pro tebe půjdu v konec světa, píseň Tedy čile rci jen mile a dialog Slyš, mládenci dva o mne stojí). Přichází Vojtěch a táže se v rozechvění Haničky, jak smýšlí o návrhu pana France. Veselému děvčeti nedá šotek pokoje, i jme se líčenou vážností zjevovati svou touhu po spojení s panem Francem, aby milence za malou jeho důvěru potrestala (duet Haničky a Vojtěcha Ó, jak jsem rád, že, dívko má… Ó lásko, lásko škádlivá). Tím tónem pohněván Vojtěch hrozí, že se dá na vojnu, i odkvapí. Marně za ním volá polekaná milenka. Mlynářská chasa schází se do světnice na besedu (sbor Je-li pak to vskutku pravda); sem přichází i pan Franc s růžičkou v ruce žádat Haničku za poslední, rozhodné slovo (zpěv Přináším ti růžičku, sbor Počkejte na přesrok a ansámbl Jedinou já dceru mám). V tom vstupuje s veselým zpěvem na rtech študent Hovora přestrojený za krajánka a žádá „pana otce“, jak bývá obyčejem, za práci v mlýně (píseň Hovory Aj, zde vystavím si stánek a kvintet Ten hošík se mi věru líbí). Zatím však sebral kdesi haldu starých úředních listin, připojil k ní vlastní rukou psaný rozsudek, jakoby Bartoš mlýn prohrál, a přemluvil mlynářského učedníka Nácka, aby v rozhodném okamžiku se spisy těmi se objevil s tím doložením, že je právě soudní sluha přinesl. Nácek se objeví, Václav jakožto dobrý čtenář se chápe listin, aby z nich tu pravou vyhledal, v tom se přitočí Hovora a všoupne mu do ruky nastrojený rozsudek. Vše kolem trne překvapením nad rozsudkem tak nepříznivým. Bartoš obrací se k panu Franci, jakoby žádosti jeho za ruku dcery vyhověti chtěl, lituje toliko, že po tak osudné ráně ovšem musí vzíti za vděk nevěstou beze všeho věna. Ubohý pan Franc, jemuž šlo nejen o pěknou dívčinu, nýbrž hlavně o její mlýn, z té nešťastné příhody tak jest polekán, že nechce již slyšeti o rozhodném slovíčku Haničky, nýbrž po dosti zřetelné vytáčce se ztrácí v temnu nočním (finále: Pane otče, to je rána).

### 3. dějství
(Před mlýnem v zahradě) Druhého dne ráno smutní Hanička za Vojtěchem (zpěv Haničky Ó, jak jsem chybila). Nácek jí přichází říci, že soudní sluha přinesl pravý rozsudek pře, kterou Bartoš již po delší dobu se svým sousedem měl a o níž Hanička svému bratránkovi hned při setkání se byla zmínila (zpěv Nácka Ach Hano, já byl bit). Pravý ten rozsudek zněl, že Bartoš při vyhrál. Mlynář nyní neví, na čem vlastně jest: zda je včerejší či tento dnešní rozsudek pravým? Z nesnází těch jej vyvede sám Hovora tím, že se dává poznati a hlásí se k němu co k strýci. Veselý študent se omlouvá tím, že chtěl provedeným svým kouskem odhaliti před celým světem vlastní smýšlení páně Francovo (duet Bartoše a Hovory Toť veru temné jako sluj). Zatím i starý pan ženich dozvěděl se o pravém stavu věcí, přichází znovu s tváří líbeznou (píseň Ó Haničko, má perličko!), však Hovora, ztropiv si z něho notný žert, přinutí jej k ústupu (scéna Kdo jsi, ty kloučku hanebná a zpěv Hovory Ostrý hoch jsem, student z Prahy). Vojtěch však svou upřímnou lásku k Haničce osvědčuje co nejskvěleji; dozvěděl se o neštěstí Bartošově, i přichází, aby mu nabídl pomoc v tísni. Pravá láska vítězí, Hanička i Vojtěch klesají si v náruč, Václav prohrává sud piva, pan Franc nevěstu (finále: Aj, co zřím! Můj Vojtěch přichází… Smutné mne došla novina… Hle, pravé lásky vítězství…. Pane Franc, pane Franc).

## Nahrávky
Nahrávka celé opery dosud neexistuje. Československý rozhlas v Praze pořídil roku 1956 nahrávku Hovorovy písně z 2. dějství v podání Věry Krilové, kterou vydal Radioservis, a.s., roku 2015 na CD „Česká romantická opera“ (CR0782-2). Československý rozhlas v Plzni nahrál předehru (Plzeňský rozhlasový orchestr, dirigent Bohumil Liška); ani tato nahrávka dosud nebyla vydána.